# 小河镇 (浚县)
小河镇，是中华人民共和国河南省鹤壁市浚县下辖的一个乡镇级行政单位。

## 行政区划
小河镇下辖以下地区：
小河村、埽头村、杜庄村、石羊村、权庄村、南雷村、郝村、纸坊村、饭店村、前郭渡村、后郭渡村、西郭渡村、西王渡村、东王渡村、柴程庄村、东风村、伯僚村、西雷村、大碾村、前同山村、后同山村、万庄村、牛寨村、申湾村、梨园村、南张庄村、西张庄村、烧酒营村、前下滩村、后下滩村、吴摆渡村、崔堡村、瓦岗村、曹湾村、康庄村、宗湾村、前刘庄村、后刘庄村、张刘庄村、侯刘庄村、马庄村、刘贾店村、张贾店村、韩贾店村、小雷村、耿潭村、任贾店村、北张庄村、徐庄村、西周口村、东周口村、中周口村、柴湾村、刘固屯村、包田庄村、聂渡村、瓮城村、袁庄村、亮马台村、前冯庄村、后冯庄村、王庄村。